# Sint-Lambertuskapel (Reuver)

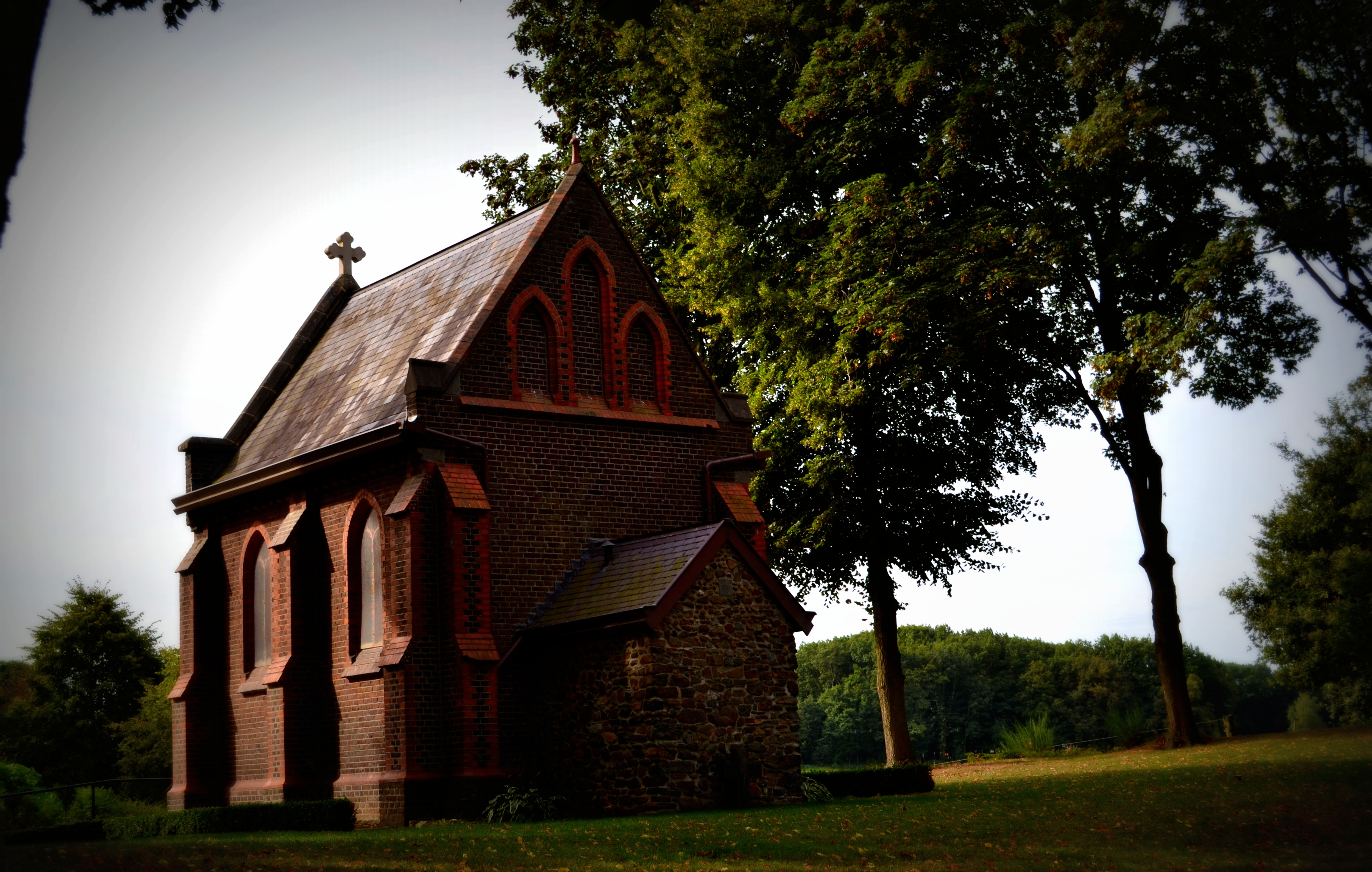
Sint-Lambertuskapel

De Sint-Lambertuskapel is een betreedbare kapel te Reuver in de Nederlands Noord-Limburgse gemeente Beesel. De kapel is gelegen nabij Sint Lambertusweg 40, op een heuveltje, aan de westrand van het dorp.

## Geschiedenis
Omstreeks 1350 was hier een zaalkerkje, waarin ook Missen werden opgedragen op Sint-Lambertusdag. De Dominicanen, die de Mis verzorgden, haalden op die dag veldvruchten op voor hun klooster bij de boeren, een gebruik dat in 1793 werd stopgezet. Dit kerkje werd voor het eerst schriftelijk vermeld in 1400. Vanaf 1689 werd bij het kerkje een jaarmarkt gehouden en vanaf 1770 werden meer Missen opgedragen, en wel op zon- en feestdagen in de winter. Terwijl begin 19e eeuw het verlangen ontstond om, meer centraal, een eigen kerk in Reuver te bouwen, stortte in 1830 het kerkje in. De Maaskeien waarvan dit kerkje gebouwd was werden in 1845 gebruikt om een klein kapelletje op te richten. In 1896 werd het twaalfde eeuwfeest van het overlijden van Lambertus gevierd. Een processie trok van de kerk naar de kapel, die veel te klein bleek. Daarom werd een grotere, neogotische, bakstenen kapel tegen het kleine kapelletje aangebouwd, welke in 1899 werd ingezegend. Het kleine kapelletje bleef toegankelijk via een opening achter in de kapel.
Het kapelletje uit Maaskeien is geklasseerd als rijksmonument.

## Gebouw
De kapel bevat, boven de ingangsnis van de oude kapel, een Lambertusbeeld, geflankeerd door twee op de muur geschilderde engelen. Verder bevat de kapel vier kleurige glas-in-loodramen.
De absis van de kapel is opgetrokken in Kunrader kalksteen.

## Bron
- Lambertuskapel Reuver op kerkgebouwen-in-limburg.nl